# Jacob Matlala
Jacob Matlala (* 1. August 1962 in der heutigen Provinz Gauteng, Südafrika; † 7. Dezember 2013) war ein südafrikanischer Boxer im Halbfliegen- und Fliegengewicht.

## Profikarriere
Am 15. Mai 1993 boxte er im Fliegengewicht gegen Pat Clinton um die WBO-Weltmeisterschaft und gewann durch technischen K. o. in Runde 8. Diesen Titel verlor er nach insgesamt drei Titelverteidigungen im Februar 1995 an Alberto Jiménez durch T.K.o. in der 8. Runde.
Am 18. November eroberte er diesen Titel auch im Halbfliegengewicht, als er Paul Weir durch „technische Punktentscheidung“ in der 5. Runde besiegte. Diesmal verteidigte er den Titel zweimal und hielt ihn bis 1997.
Er beendete seine Karriere 2002 nach 68 Kämpfen, von denen er 53 gewann.